# Enovap
 (décembre 2018).
Enovap est une entreprise française du secteur de la cigarette électronique, créée en 2015 et fermée en 2023. Elle est fondée par des étudiants ingénieurs de l'École centrale d'électronique.
Développée en lien avec des tabacologues, la vapoteuse Enovap se veut « connectée et intelligente ». C'est la première cigarette électronique à proposer un double réservoir et un algorithme rendant possible le contrôle nicotinique automatisé via une application mobile. Avec un réservoir de liquide chargé en nicotine et un second sans nicotine, l'application peut ajuster en temps réel les doses absorbées dans le but d'aboutir à un sevrage nicotinique.

## Prix et distinctions
- 2014 : Médaille d'or au concours Lépine[5]
- 2017 : Lauréat du concours I-LAB organisé par la Banque Publique d'Investissement[6]